# Myrsine dasyphylla
Myrsine dasyphylla är en viveväxtart som beskrevs av Otto Stapf. Myrsine dasyphylla ingår i släktet Myrsine och familjen viveväxter. Inga underarter finns listade i Catalogue of Life.